# Paróquia Nossa Senhora da Piedade (Pará de Minas)
A Paróquia Nossa Senhora da Piedade é uma circunscrição eclesiástica católica brasileira sediada no município de Pará de Minas, no interior do estado de Minas Gerais. Faz parte da Diocese de Divinópolis, estando situada na Forania Nossa Senhora da Piedade.
A construção da Capela Nossa Senhora da Piedade no começo do século XVIII, a mando de Manuel Batista (também conhecido como Pato Fofo), marca o estabelecimento do arraial que foi consolidado em distrito ao ser criada a paróquia de Pato Fofo, em 8 de abril de 1846. O distrito emancipou-se décadas depois e a paróquia manteve a denominação da capela, que foi substituída pela Igreja Matriz de Nossa Senhora da Piedade em 1901. Esta, por sua vez, foi demolida 20 anos mais tarde e substituída por um novo templo em 1972.
A Paróquia Nossa Senhora da Piedade foi a única paróquia da cidade até 12 de dezembro de 1959, quando cedeu território para a criação da Paróquia São Francisco de Assis.